# Nicotiana
Nicotiana is de botanische naam van een geslacht van planten uit de nachtschadefamilie (Solanaceae). Het geslacht telt minder dan honderd soorten, die van nature vooral voorkomen in Zuid- en Noord-Amerika.
De bekendste vertegenwoordiger is de gewone tabaksplant (Nicotiana tabacum). Nicotiana benthamiana speelt een belangrijke rol binnen de virologie. Nicotiana omvat echter ook een aantal siervormen die in tuinen worden gekweekt, vele met fraaie, vaak sterk geurende bloemen.